# Bedřich Bloudek
Bedřich Bloudek (Křižanov, 24 marzo 1815 – Topusko, 11 agosto 1875) è stato un militare ceco, partecipò all'insurrezione slovacca del 1848.

## Biografia
Iniziò la carriera militare nell'esercito imperiale austriaco. Nel corso della Rivoluzione del 1848  Bedřich Bloudek aderì alle idee del panslavismo. Nell'estate del 1848 partecipò al Congresso slavo di Praga e prese parte anche alle barricate dell'insurrezione praghese. Combatté durante l'insurrezione slovacca del 1848, quando lui e František Alexandr Zach il 16 settembre guidarono un'armata di 600 volontari, per la maggior parte studenti, dalla Moravia alla Slovacchia occidentale. Raggiunsero Myjava, dove il 18 settembre fu dichiarata l'indipendenza della Slovacchia dal Regno d'Ungheria. Giunsero a Senica e a Stará Turá. Infine furono costretti ad arrendersi con le loro truppe dopo soli dieci giorni di combattimento. Bloudek fu anche membro del Consiglio nazionale slovacco.
Bedřich Bloudek fu congedato con il grado di tenente colonnello.